# Singer Super 12
Der Singer Super 12 war ein Mittelklassewagen, den Singer von 1938 bis 1949 als Nachfolger des 11 baute.
Der Wagen hatte einen Vierzylinder-Reihenmotor mit 1525 cm³ Hubraum (Bohrung × Hub = 68 mm × 105 mm), der 43 bhp (31,6 kW) bei 4000/min. leistete. Wie alle Singer-Motoren seit 1935 hatte der Motor eine obenliegende Nockenwelle. Die Höchstgeschwindigkeit des Wagens lag bei 103 km/h.
Der Super 12 war ab Werk nur als viertürige Limousine lieferbar. Darüber hinaus gab es diverse Karosseriebauer, die eigenständige Formen anboten.
Bereits 1948 erschien der wesentlich modernere und etwas größere Nachfolger SM 1500, während der Super 12 noch bis 1949 weitergebaut wurde.